# Lophochernes sauteri
Lophochernes sauteri är en spindeldjursart som först beskrevs av Edvard Ellingsen 1907.  Lophochernes sauteri ingår i släktet Lophochernes och familjen tvåögonklokrypare. Inga underarter finns listade i Catalogue of Life.